# Nissan Skyline (R34)
El Nissan Skyline R34 es un automóvil de turismo producido por el fabricante japonés Nissan, con un motor delantero montado longitudinalmente y de tracción en las cuatro ruedas. Fue lanzado en Japón en 1990, en Estados Unidos en 1994 y en el resto del mundo entre 1995 y 1999.

## Historia
Originalmente fue lanzado al mercado como un sedán de cuatro puertas que sería de uso familiar debido a su amplio compartimiento en la parte trasera y su carrocería, pero con el paso de los años fue adquiriendo una forma más deportiva, con la llegada al mercado de su versión cupé, que solamente contaba con dos puertas, sin contar la puerta de la cajuela trasera, hasta llegar a su versión final el Nissan Skyline GT-R.
Fue vendido en Japón entre 1999 y 2002, año en el cual se detuvo por completo su producción y es, a pesar de ser la última versión de dicho modelo, la versión GT-R utilizaba el mismo motor RB26DETT de sus dos anteriores generaciones.